# India Today

India Today — индийский еженедельный новостной журнал на английском языке. Основан в 1975 году и публикуется компанией Living Media India Limited. Штаб-квартира издания находится в Мумбаи. С момента основания и по сей день главным редактором журнала является Арун Пури.
Журнал India Today является частью India Today Group, также основанной в 1975 году. В настоящее время в группу входят 13 журналов, 3 радиостанции, 4 телеканала, 1 газета, лейбл звукозаписи Music Today и книжное издательство. В 1975 году журнал начал выходить тиражом 5000 экземпляров. В настоящее время разовый тираж журнала составляет более 1,1 млн экземпляров, а читательская аудитория — более 5,62 млн человек.
В марте 2009 года India Today организовал визит в Индию президента Пакистана Первеза Мушаррафа. В 2011 году по приглашению India Today Индию посетила Сара Пэйлин.